# NGC 2559
NGC 2559 (również PGC 23222 lub UGCA 136) – galaktyka spiralna z poprzeczką (SBbc), znajdująca się w gwiazdozbiorze Rufy. Odkrył ją John Herschel 5 lutego 1837 roku.
W galaktyce tej zaobserwowano supernową SN 2002hc.